# Hermínia de Anhalt-Bernburg-Schaumburg-Hoym
Hermínia Amália Maria de Anhalt-Bernburg-Schaumburg-Hoym (em alemão:  Hermine Amalie Marie von Anhalt-Bernburg-Schaumburg-Hoym; Hoym, 2 de dezembro de 1797 — Budapeste, 14 de setembro de 1817) foi a segunda esposa do arquiduque José, Palatino da Hungria.

## Família
Hermínia foi a filha mais velha do príncipe Vítor II, Príncipe de Anhalt-Bernburg-Schaumburg-Hoym e da princesa Amália de Nassau-Weilburg.Os seus avós paternos eram o príncipe Carlos de Anhalt-Bernburg-Schaumburg-Hoym e a princesa Leonor de Solms-Braunfels. Os seus avós maternos eram o príncipe Carlos Cristiano, Príncipe de Nassau-Weilburg e a princesa Carolina de Orange-Nassau.
Entre os seus irmãos estava a princesa Ema de Anhalt-Bernburg-Schaumburg-Hoym, esposa de Jorge II, Príncipe de Waldeck e Pyrmont.

## Casamento e descendência
Hermínia casou-se no dia 30 de agosto de 1815 em Schaumburgo. Tinha dezassete anos e o marido trinta e nove. O arquiduque José não tinha herdeiros masculinos visto que a sua primeira esposa, a grã-duquesa Alexandra Pavlovna da Rússia, morreu ao dar à luz a uma bebê que morreu pouco depois.
A princesa Hermínia também morreu ao dar à luz, aos dezanove anos de idade, depois do nascimento de um casal de gêmeos. Ambos os seus filhos morreram solteiros e sem descendência. No dia 24 de agosto de 1819 o seu marido voltou a casar-se, desta vez com a princesa Maria Doroteia de Württemberg.